# ラリー・アレン
ラリー・アレン (Larry Christopher Allen Sr.、1971年11月27日 - 2024年6月2日）は、カリフォルニア州・ロサンゼルス出身の元アメリカンフットボール選手である。オフェンシブガードとして、1994年シーズンから2007年シーズンまでダラス・カウボーイズ、サンフランシスコ・49ersで14年間プレーした。

## 人物
アレンは、ソノマ州立大学でカレッジフットボールをプレーした後、1994年のNFLドラフトでダラス・カウボーイズから2巡目全体46番目で指名を受けて、NFL入りした。ベンチプレス320キロ、スクワット411キロという歴代最高レベルのパワーにスピードを兼ね備え、1990年代後半から2000年代前半にかけて、カウボーイズのオフェンスラインの要として活躍した。
プロ生活14シーズンの内、12シーズンでプロボウルに選ばれ、第30回スーパーボウルではピッツバーグ・スティーラーズを破り、スーパーボウル制覇を経験した。
2008年シーズン、主に活躍したカウボーイズと1日契約をして、カウボーイズの一員として引退した。
2013年、プロフットボール殿堂入り。
2024年6月2日、家族とのメキシコ休暇中に死去。52歳没。